# Hoàng Hiệp
Hoàng Hiệp (1 tháng 10 năm 1931 – 9 tháng 1 năm 2013) là một trong những nhạc sĩ tiêu biểu nhất của dòng nhạc cách mạng Việt Nam, với nhiều tác phẩm phản ánh những giai đoạn thay đổi của dân tộc Việt Nam trong thế kỉ 20. Âm nhạc của ông là sự hài hòa giữa âm hưởng trữ tình lãng mạn và hào hùng cách mạng. Ông cũng là một trong những nhạc sĩ phổ thơ xuất sắc. Ông cũng từng là Tổng thư ký Hội âm nhạc Thành phố Hồ Chí Minh. Với những công hiến to lớn cho sự nghiệp cách mạng và nền âm nhạc nước nhà, ông đã được tặng thưởng Giải thưởng Hồ Chí Minh về văn học - nghệ thuật (đợt 2, năm 2000).

## Tiểu sử
Ông tên thật là Lưu Trần Nghiệp, bút danh là Lưu Nguyễn. Ông sinh ngày 1 tháng 10 năm 1931 ở Mỹ Hiệp, Chợ Mới, An Giang. Ông tham gia cách mạng vào năm 1945, tham gia vào đoàn Tuyên truyền lưu động Long Xuyên, sau chuyển về đoàn văn công và phân hội Văn nghệ Long Châu Hà. Hoàng Hiệp bắt đầu sáng tác từ năm 1948, tuy nhiên những tác phẩm thật sự để đời của ông chỉ xuất hiện trong những giai đoạn sáng tác sau đó vài thập kỷ.
Việc tập kết ra Bắc như một khởi điểm cho cảm hứng của người nhạc sĩ Nam Bộ. Năm 1957 bài hát Câu hò bên bờ Hiền Lương ra đời chung với nhạc sĩ Đằng Giao là điểm khởi đầu cho sự nghiệp sáng tác chuyên nghiệp của Hoàng Hiệp.
Trong vòng 20 năm sống ở Hà Nội cho đến 1975, ông đã viết hơn 100 bài hát, nhiều bài trong đó là những tiêu biểu cho dòng nhạc cách mạng thời kì chống Mỹ như Lá đỏ, Trường Sơn Đông Trường Sơn Tây, Cô gái vót chông hay Ngọn đèn đứng gác.
Sau 1975, Hoàng Hiệp trở về Nam Bộ. Ông về công tác tại Nhà xuất bản Âm nhạc Thành phố Hồ Chí Minh, sau chuyển sang Hội âm nhạc thành phố và một thời gian làm Tổng thư ký Hội. Dấu ấn của thời kỳ sáng tác này, bên cạnh những tình ca Con đường có lá me bay (1977), Mùa chim én bay, Em vẫn đợi anh về, Nơi anh gặp em (bài hát trong phim Nơi Gặp Gỡ Của Tình Yêu). 
Những ca khúc của ông thường mang âm hưởng dân ca, trữ tình, dễ nhớ, dễ xúc động. Bài hát Nhớ về Hà Nội của Hoàng Hiệp là một tác phẩm xuất sắc của dòng nhạc đương đại những năm cuối thế kỷ 20 về tình yêu thành phố bên bờ sông Hồng nơi qua đi một phần tuổi trẻ của tác giả. Đây cũng là một trong những ca khúc nổi tiếng nhất viết về Hà Nội.
Ngoài sáng tác ca khúc, Hoàng Hiệp còn viết nhạc cho kịch nói như: Người ven đô, Màu giấy mới, Xa thành phố yêu dấu...; nhạc cho các vở cải lương Thái hậu Dương Vân Nga, Tiền và Nghĩa; viết nhạc cho phim truyện và phim tài liệu: Cánh đồng mơ ước, Bản nhạc người tù, Mùa gió chướng, Nơi gặp gỡ của tình yêu, Biệt động Sài Gòn... Ông còn là dịch giả cuốn Nhạc lý cơ bản của Spasspbine, và là tác giả của nhiều sách giáo khoa âm nhạc.
Năm 2000, Hoàng Hiệp được nhận Giải thưởng Hồ Chí Minh về Văn học Nghệ thuật cho các tác phẩm: Câu hò bên Bến Hiền Lương, Cô gái vót chông, Ngọn đèn đứng gác, Trường Sơn đông - Trường Sơn tây, Viếng Lăng Bác, Nhớ về Hà Nội.
Ông mất lúc 12 giờ 45 phút ngày 9 tháng 1 năm 2013 tại Thành phố Hồ Chí Minh. Trước khi qua đời, vào ngày 8-1 ông được nhận Huy hiệu 65 năm tuổi Đảng được trao tặng ngay tại bệnh viện.

## Người phổ nhạc cho thơ
Ngoài các ca khúc như "Nhớ về Hà Nội", "Câu hò bên bờ Hiền Lương" tự viết lời riêng thì Hoàng Hiệp chủ yếu là phổ nhạc cho thơ. Ví dụ như Ngọn đèn đứng gác (thơ Chính Hữu), Đất quê ta mênh mông (thơ Dương Hương Ly), Nghe hò đêm bốc vác, Qua cầu Tuỳ Cốc, Trường Sơn đông - Trường Sơn tây, Tiểu đội xe không kính (thơ Phạm Tiến Duật), Như lá (thơ Lâm Thị Mỹ Dạ), Em vẫn đợi anh về (thơ Lê Giang), Con đường có lá me bay, Mùa chim én bay (thơ Diệp Minh Tuyền)...

## Danh sách đĩa nhạc

#### Album phòng thu
- Ca khúc trữ tình – Hoàng Hiệp (1991)

#### Sáng tác
- Câu hò bên bờ Hiền Lương (1956)
- Bảy Núi
- Con đường có lá me bay (1977)
- Cô gái vót chông
- Chiều ấy
- Đánh mất
- Đất mũi Cà Mau
- Đất quê ta mênh mông
- Đồng đội
- Em vẫn đợi anh về
- Hoa hồng
- Hôm nay mẹ trực đêm (1981)
- Khi anh nhìn em
- Khúc thơ tình cho người lính biển
- Lá đỏ
- Mùa chim én bay
- Ngọn đèn đứng gác
- Nghĩ về cô giáo em (phổ thơ Khánh Chi) (1980)
- Nhớ về Hà Nội
- Nơi anh gặp em
- Phố tôi có một anh chàng
- Sao anh không kể
- Tiểu đội xe không kính (thơ Phạm Tiến Duật năm 1969, phổ nhạc năm 1971).
- Thành phố tôi yêu
- Thơ tình lính biển
- Trở về dòng sông tuổi thơ
- Trường Sơn Đông, Trường Sơn Tây (thơ Phạm Tiến Duật năm 1969, phổ nhạc năm 1971).
- Về phía ấy tình yêu
- Vào lăng viếng Bác